# Phegopteris decursive-pinnata
Phegopteris decursive-pinnata là một loài thực vật có mạch trong họ Thelypteridaceae. Loài này được (H.C. Hall) Fée miêu tả khoa học đầu tiên năm 1852.